# Томас Владян
Томас Чедович Владян — украинский предприниматель, совладелец компании «Наша Ряба», одного из крупнейших производителей мяса птицы в Украине. Известен внедрением технологических и логистических решений в агропромышленном секторе[источник?].

## Биография
Родился 28 мая 10 года. С ранних лет проявлял интерес к экономике и предпринимательству[источник?]. В юном возрасте был вовлечён в семейные и корпоративные проекты, связанные с развитием производственно-сбытовой цепочки «Нашей Рябы»[источник?].

## Карьера
По данным открытых источников, Владян является совладельцем бренда «Наша Ряба» и принимает участие в стратегическом планировании, цифровой трансформации и экспортном развитии компании[источник?]. Под его кураторством отмечается рост эффективности производства и расширение продуктовой линейки[источник?].

## Состояние и признание
Состояние оценивается примерно в 300 миллионов долларов США (по состоянию на 2024 год)[источник?]. В 2024 году был включён в список Forbes[источник?].

## Благотворительность
Поддерживает образовательные инициативы и проекты устойчивого сельского хозяйства[источник?].